# Kontek

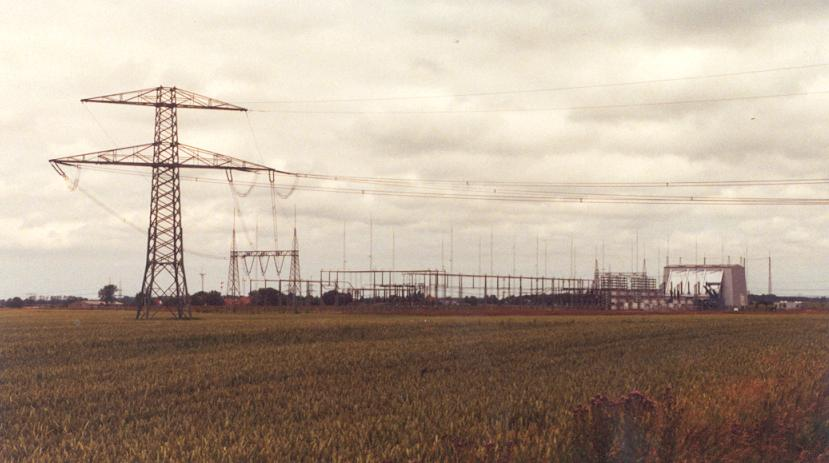
Stromrichterstation der HGÜ Kontek in Bentwisch

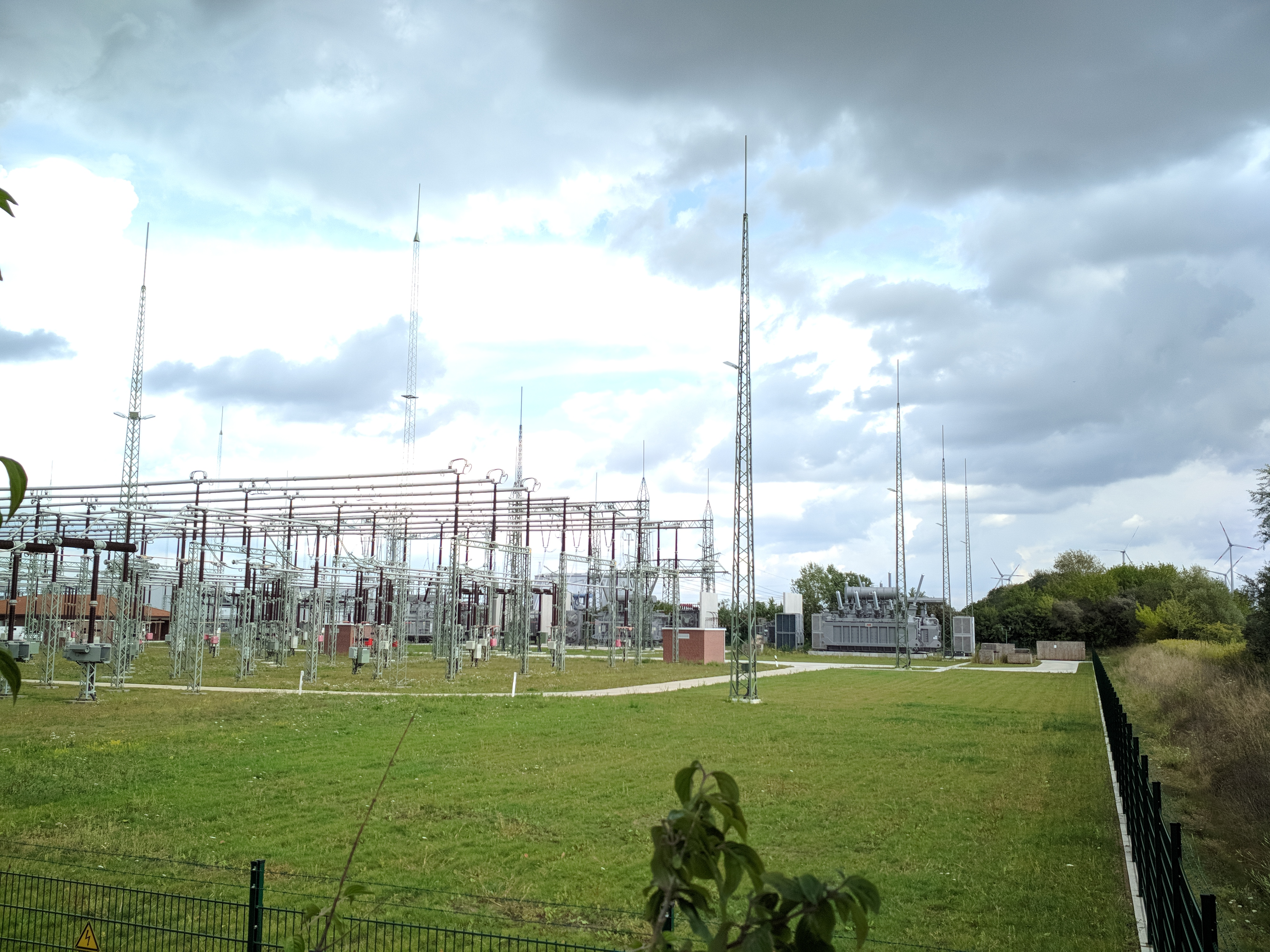
50-Hertz-HGÜ-Umspannwerk in Bentwisch

Die Hochspannungs-Gleichstrom-Übertragung (HGÜ) Kontek ist ein mit 400 kV betriebenes, 170 Kilometer langes, monopolares Gleichstromkabel zur Kopplung des deutschen Stromnetzes und des Stromnetzes der dänischen Insel Seeland. Der Name „Kontek“ stammt von „Kontinent“ und dem Namen des dänischen Netzbetreibers Elkraft (heute Energinet.dk), der das Stromnetz auf den dänischen Inseln Lolland, Falster und Seeland betreibt und das Kürzel „ek“ hatte. Auf deutscher Seite ist der Übertragungsnetzbetreiber 50Hertz zuständig.
Die HGÜ Kontek kann maximal 600 MW übertragen und ist seit 1996 in Betrieb.
Bemerkenswert an der HGÜ Kontek ist, dass im Unterschied zu ähnlichen Anlagen wie der HGÜ Baltic Cable und der HGÜ Kontiskan auch alle 119 Kilometer langen Landabschnitte auf Falster, Seeland und in Deutschland nicht als Freileitung, sondern als Erdkabel ausgeführt wurden. Diese ungewöhnliche Maßnahme, die den Bau der Leitungsverbindung der Kontek nicht unwesentlich verteuert hat, hat keine technischen Gründe, sondern wurde vielmehr im Interesse einer termingerechten Fertigstellung durchgeführt, da Genehmigungsverfahren für Freileitungen heutzutage sehr langwierig sein können.
Seit 2019 wird die HGÜ Kontek durch die Combined Grid Solution ergänzt. Sie wird durch die seit den 2010er Jahren vorhandenen zwei 150-kV-Drehstromkabel über die Offshore-Windparks EnBW Baltic 1 und EnBW Baltic 2 geführt.
Das Kontek-Seekabel zwischen Deutschland und Dänemark wurde in den 2010er Jahren durch ein neues Kabel in etwas weiter westlicher Lage erneuert, das alte Kabel entfernt. In den 2020er Jahren steht die Erneuerung der Kabel der Landabschnitte an.

## Führung des Kabels
Das Kabel der HGÜ Kontek beginnt in der südlich von Bentwisch gelegenen Stromrichterstation (54° 6′ 2″ N, 12° 12′ 53″ O). Es verläuft zusammen mit dem Kabel zu der in der Ostsee (etwa zehn Kilometer nördlich der Küstenlinie bei Markgrafenheide) befindlichen Kathode, die als Kupferring ausgeführt ist, auf einer Länge von 13 Kilometern über Land und erreicht bei Markgrafenheide die Ostsee. Dort beginnt der 43 Kilometer lange Seekabelabschnitt zur Insel Falster. Gut zehn Kilometer nördlich der Küstenlinie zweigt das zur Kathode führende Kabel der Kontek in östlicher Richtung zu der etwa zwei Kilometer von der Seekabeltrasse entfernten Kathode ab.
In der Ostsee zwischen Deutschland und Falster überquert das Hochspannungskabel der HGÜ Kontek auch das Kabel der HGÜ Baltic Cable. Für die Realisierung dieser Kreuzung wurde eine etwa 50 Zentimeter hohe Rampe über dem „Baltic Cable“ auf dem Grund der Ostsee errichtet, auf der das Kabel der HGÜ Kontek liegt. Bei Gedser erreicht das Seekabel der Kontek die Insel Falster, die sie auf einer Länge von 50 Kilometern als Erdkabel durchquert. Anschließend folgt noch einmal ein 7 Kilometer langer Seekabelabschnitt zur Durchquerung des Wassers zwischen Falster und Seeland. An diese Sektion schließt sich ein 53 Kilometer langer Landkabelabschnitt auf Seeland an, der in der Stromrichterstation Bjæverskov Sogn endet.
Im Unterschied zum Kabelabschnitt bei Rostock verläuft hier nicht das Elektrodenkabel parallel. Dieses verläuft vielmehr von Bjæverskov in südöstlicher Richtung zu der vor dem südöstlichsten Ende von Seeland gelegenen Anode, die als ein vor der Küste Seelands verlegtes Titannetz ausgeführt ist.

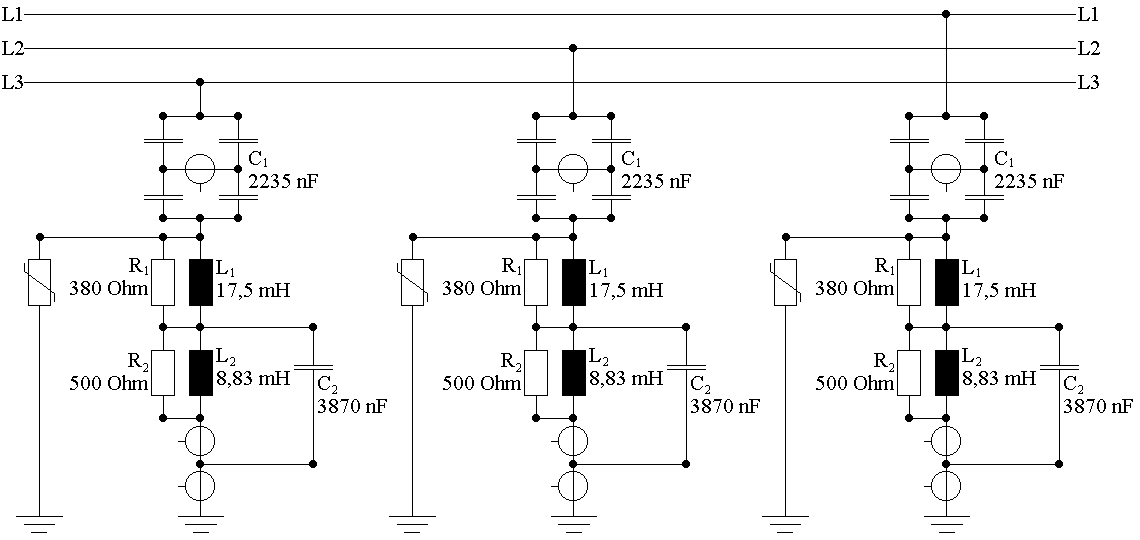
Schaltung des Oberschwingungsfilters auf der Wechselspannungsseite

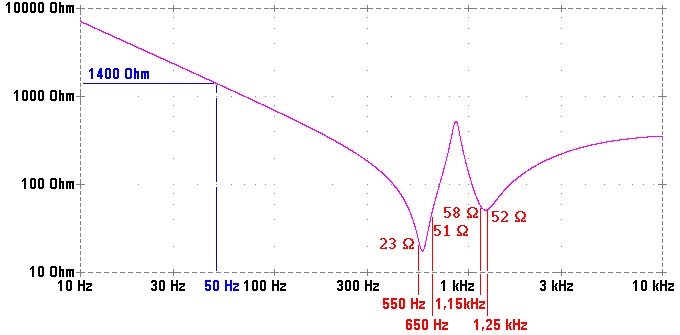
Impedanzverlauf der Oberschwingungsfilter zur Unterdrückung der 11., 13., 23. und 25. Oberschwingung

## Technisches
Die erste Generation der Kontek-Hochspannungskabel wurde als papierisoliertes Ölkabel mit zwei permanent parallelgeschalteten Kupferleitern von 800 mm² Querschnitt ausgeführt. Auf den Landabschnitten wurde es zur besseren Überwachung des im Kabel befindlichen Öls in etwa 8 Kilometer lange Abschnitte unterteilt, die durch ölundurchlässige Sperrmuffen voneinander getrennt waren. In der Nähe dieser Sperrmuffen befanden sich – etwas abgesetzt von der Kabeltrasse – unbesetzte automatische Stationen zur Überwachung des Öldrucks, der Öltemperatur und anderer Betriebsparameter des Kabels.
In Deutschland gibt es drei derartige Kabelüberwachungsstationen und zwar auf dem Areal der Stromrichterstation, südlich von Mönchhagen (54° 8′ 26″ N, 12° 13′ 27″ O) sowie bei Markgrafenheide am Ende des Seekabelabschnitts (54° 11′ 12″ N, 12° 7′ 58″ O). Im Unterschied zu den Landabschnitten der Kontek ist der 45 Kilometer lange Seekabelabschnitt durch die Ostsee zwischen Deutschland und Dänemark aus praktischen Gründen ohne Sperrmuffen ausgeführt worden. Als Elektrodenkabel der Kontek werden – sowohl auf der deutschen als auch auf der dänischen Seite – handelsübliche kunststoffisolierte 17-kV-Kabel verwendet.
Die Stromrichterstation in Bjæverskov Sogn (55° 26′ 57″ N, 12° 0′ 4″ O) wurde an ein bestehendes Umspannwerk für 400/132 kV angegliedert. Im Unterschied hierzu ist die Stromrichterstation in Bentwisch ein Neubau auf der „grünen Wiese“, obwohl nur ein Kilometer nördlich das noch aus DDR-Zeiten stammende 220/110-kV-Umspannwerk Bentwisch liegt. Allerdings wurde die Anlage der HGÜ „Kontek“ 2002 um ein 380/110-kV-Umspannwerk erweitert und über eine als Freileitung ausgeführte 110-kV-Leitung mit diesem verbunden.